# بيتر شيبرد
بيتر شيبرد (بالإنجليزية: Peter Shepherd)‏ هو مهندس أمريكي، ولد في 13 أغسطس 1986 في أمهيرستبارج في كندا.

## وصلات خارجية
- بيتر شيبرد على موقع Racing-Reference.info (الإنجليزية)